# Pantelís Karasevdás
Pantelís Karasevdás (en grec moderne : Παντελής Καρασεβδάς), né en 1877 et décédé le 14 mars 1946, a été un tireur grec, champion olympique lors des Jeux olympiques d'été de 1896 à Athènes.
Karasevdás dispute l'épreuve de la carabine d’ordonnance à 200 mètres aux Jeux de 1896. il atteint la cible lors de ses 40 tirs pour réaliser un score total de 2 350 points.
Il dispute également l'épreuve de la carabine d'ordonnance à 300 mètres, terminant à la cinquième place un avec un score total de 1 039 points. Il dispute enfin l'épreuve de pistolet d'ordonnance à 25 mètres, qu'il abandonne.

## Palmarès

### Jeux olympiques d'été
- Jeux olympiques de 1896 à Athènes ( Royaume de Grèce)
  -  Médaille d'or à la carabine d'ordonnance à 200 m

## Sources
- (en) Cet article est partiellement ou en totalité issu de l’article de Wikipédia en anglais intitulé « Pantelis Karasevdas » (voir la liste des auteurs).